# Delphine de Girardin
Delphine de Girardin, nata Gay (Aquisgrana, 24 gennaio 1804 – Parigi, 29 giugno 1855), è stata una scrittrice francese, con lo pseudonimo di Visconte Charles de Delaunay.
Delphine Gay fu allevata dalla madre Sophie nell'ambiente brillante di una società letteraria, facendo parte del circolo romantico che si raccoglieva intorno a Charles Nodier. Pubblicò le prime poesie nella rivista Muse française, raccolte nei due volumi degli Essais poétiques (1824) e dei Nouveaux Essais poétiques (1825). Visitata l'Italia nel 1827, fu accolta a Roma con grandi onori, fino a essere incoronata poeta in Campidoglio: il frutto di quel viaggio furono una nuova raccolta di poesie fra le quali si ricorda Napoline (1833).
Sposata a Émile de Girardin nel 1831, le si aprì una nuova carriera letteraria con la pubblicazione ne La Presse, dal 1836 al 1839, di cronache spirituali, con lo pseudonimo di Charles de Launay, poi raccolte nel 1843 in un volume di successo, le Lettres parisiennes.
Nel 1832 pubblicò i Contes d'une vieille fille à ses neveux, il romanzo Le marquis de Pontanges, (1835) La canne de Monsieur de Balzac (1836) e Il ne faut pas jouer avec la douleur (1853). Drammi in versi e in prosa sono L'école des journalistes (1840), Judith (1843), Cléopâtre (1847), Lady Tartufe (1853), e le commedie in un atto C'est la faute du mari (1851), La joie fait peur (1854), Le chapeau d'un horloger (1854) e Une femme qui déteste son mari, pubblicata postuma.
Delphine de Girardin esercitò un influsso personale non trascurabile nella società letteraria del suo tempo e il suo salotto era regolarmente frequentato, tra gli altri, da Gérard de Nerval, Honoré de Balzac, Théophile Gautier,  Alfred de Musset, Victor Hugo, Laure Junot d'Abrantès, Marceline Desbordes-Valmore, Alphonse de Lamartine, Jules Janin, Jules Sandeau, Franz Liszt, Alexandre Dumas, George Sand e Fortunée Hamelin.

## Opere
- Chroniques parisiennes, 1836-1848, Paris 1986
- Contes d'une vieille fille à ses neveux, Paris 1856
- Essais poétiques, Paris 1824
- Hymne à Sainte Geneviève, Paris 1825
- Judith, tragedia in tre atti, Bruxelles 1843
- La joie fait peur, Paris 1854
- La vision, Paris 1825
- Lady Tartuffe, Berlin 1853
- Le chapeau d'un horloger, commedia in prosa, Paris 1856
- Le dernier jour de Pompéi, un poema e diverse poesie, Paris 1828
- L'École des journalistes; commedia in cinque atti in versi, Paris 1839
- La canne de M. de Balzac, Paris 1867
- Monsieur le marquis de Pontanges, Bruxelles 1835
- Poésies complètes, Paris 1856
- Lettres choisies, Paris, 1913
- Lettres parisiennes du vicomte de Launay, Paris, 1857
- Marguerite, ou Deux amours, Paris 1882
- Nouveaux Essais poétiques, Paris, 1825
- Nouvelles, Paris, 1873
- Œuvres complètes de madame Émile de Girardin, née Delphine Gay, Paris 1860-1861
- Poésies complètes, Paris 1842
- Lettres parisiennes, Paris 1843